# دریک (داکوتای شمالی)
دریک(به انگلیسی: Drake) شهری در ایالت داکوتای شمالی کشور ایالات متحده آمریکا است که جمعیت آن در سرشماری سال ۲۰۱۰ میلادی، ۲۷۵ نفر بوده‌است.